# Seba chiltoni
Seba chiltoni is een vlokreeftensoort uit de familie van de Sebidae. De wetenschappelijke naam van de soort is voor het eerst geldig gepubliceerd in 1987 door Moore.